# Chloris (nimf)
Chloris (Grieks: Χλῶρις/Χλωρίς) was in de Griekse mythologie de godin van de bloemenwereld, de lente en de natuur. Ze was getrouwd met Zephyros, de westenwind, en volgens sommige mythen kreeg zij van hem haar macht over de bloemenwereld toegewezen. Ze had drie zoons; Ampyx, Mopsus en Carpus.
Het Romeinse equivalent van Chloris is Flora.